# Cephalodella stenroosi
Cephalodella stenroosi är en hjuldjursart som beskrevs av Wulfert 1937. Cephalodella stenroosi ingår i släktet Cephalodella och familjen Notommatidae. Inga underarter finns listade i Catalogue of Life.